# Johann Justus Scherbius

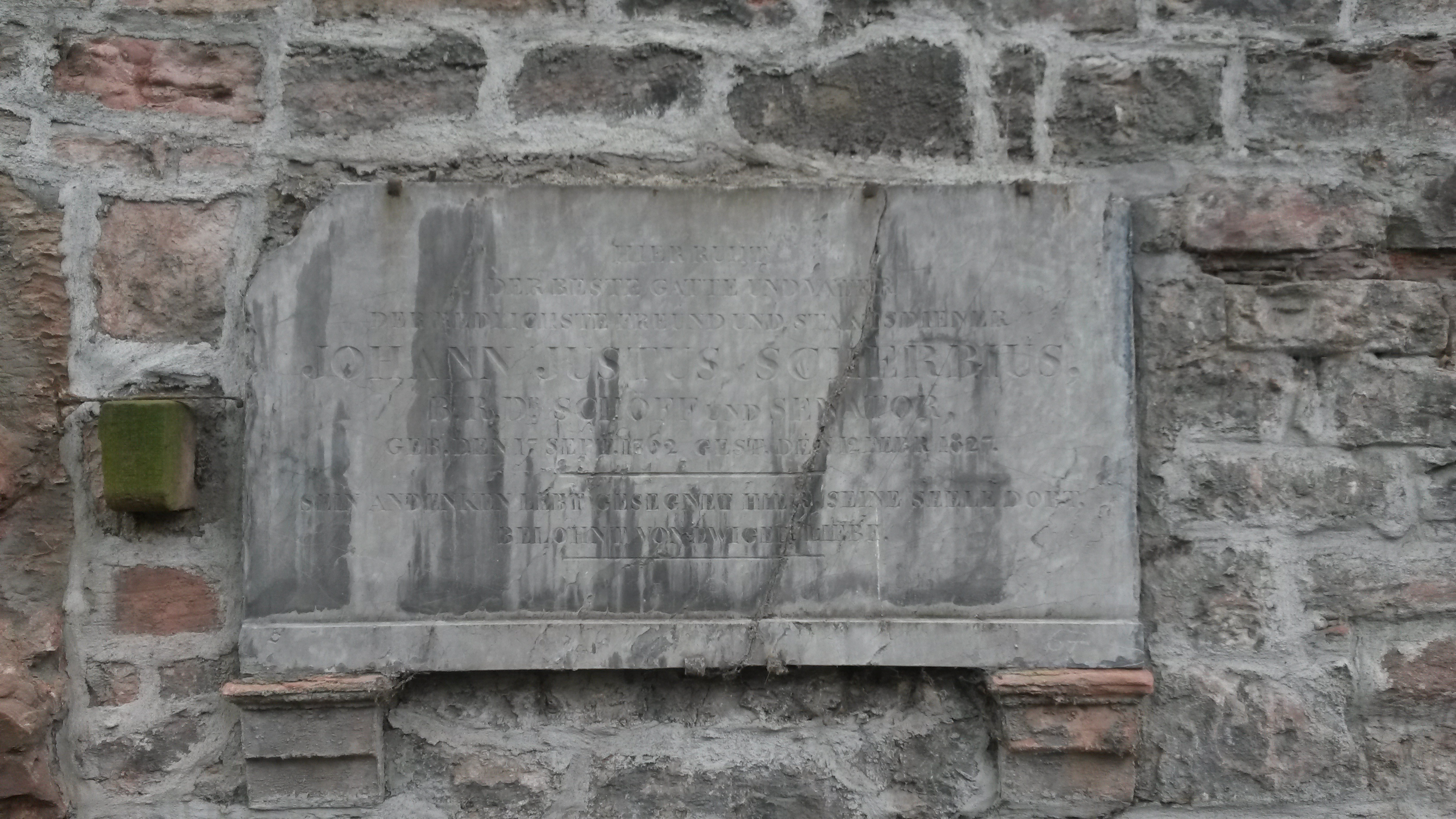
Grabstein auf dem Peterskirchhof

Johann Justus Scherbius (* 17. September 1762 in Frankfurt am Main; † 12. Februar 1827 ebenda) war ein Jurist und Politiker der Freien Stadt Frankfurt.
Johann Justus Scherbius war der Sohn des Lehrers Johann Jacob Gottlieb Scherbius und dessen erster Frau Anna Catharina Elisabetha Collenberg. Sein Vater war von 1756 bis 1760 Lateinlehrer Johann Wolfgang Goethes und seiner Schwester Cornelia gewesen und hatte 1758 das Bürgerrecht in Frankfurt erworben. 
Scherbius studierte ab 1781 Rechtswissenschaften an der Universität Jena und wurde dort 1785 zum Dr. jur. promoviert. Zwischenzeitlich hatte er sich Prozesspraxis am Reichskammergericht in Wetzlar erworben. Er war ab 1785 Advokat in Frankfurt am Main. Am 23. September 1794 wurde er Stadtarchivar. Im Großherzogtum Frankfurt war er Rat am Stadtgericht Frankfurt. 1817 und von 1819 bis 1820 war er Appellationsgerichtsrat im Appellationsgericht Frankfurt am Main und 1818 Stadtgerichtsdirektor. Von 1795 bis 1816 war er als Senator und von 1816 bis 1820 als Schöff Mitglied im Senat der Freien Stadt Frankfurt. Er gehörte dem Gesetzgebenden Körper 1820 an. Scherbius war Freimaurer. Er ist auf dem Peterskirchhof begraben.